# 292 г. пр.н.е.
292 (двеста деветдесет и втора) година преди новата ера (пр.н.е.) е година от доюлианския (Помпилийски) римски календар.

## Събития

### В Римската република
- Консули са Квинт Фабий Максим Гург и Децим Юний Брут Сцева.
- Третата самнитска война:
  - Римляните претърпяват поражение в Самниум и водят военна кампания в Етрурия.[1]
- Поради епидемията, която върлува в Рим през предишната година, и след консултация със Сибилските книги, в Епидавър е изпратена посланическа делегация, която донася от тамошното светилище на бог Ескулап една от неговите свещени змии. Така в града е донесен култа към бога на медицината и през следващата година е построен храм в негова чест на острова в река Тибър.[2]